# Saison 1 de Falcon Beach
 (mai 2013).
Le contenu est difficilement compréhensible vu les erreurs de traduction, qui sont peut-être dues à l'utilisation d'un logiciel de traduction automatique.
Chronologie
Saison 2 de Falcon Beach
Cet article présente les quinze épisodes de la première saison de la série télévisée canadienne Falcon Beach.

## Distribution
- Steve Byers (VF : Jean-François Cros) : Jason Tanner
- Jennifer Kydd (VF : Lydia Cherton) : Paige Bradshaw
- Devon Weigel (VF : Chantal Baroin) : Tanya Shedden
- Ephraim Ellis (VF : Jérémy Prévost) : Danny Ellis
- Melissa Elias (VF : Caroline Victoria) : Erin Haddad
- Morgan Kelly (VF : Fabrice Josso) : Lane Bradshaw
- Allison Hossack (VF : Sybille Tureau) : Ginny Bradshaw
- Ted Whittall (VF : Tony Joudrier) : Trevor Bradshaw
- Peter Mooney : Dr Adrian Keeper
- Lynda Boyd : Darlene Shedden
- Jill Teed : Peggy Tanner
- Stephen Eric McIntyre : Mook
- Adrian Hough : Alan Murphy

### Invités
- Shawn Roberts : Hurst Andrews
- Blake Taylor : George Tallis
- Michael Kopsa : Ray Ellis
- Miriam Smith : Grace
- Jeff Skinner : Officier Bob Koch
- Mariam Bernstein : Angie

## Liste des épisodes

### Épisode 1:L'été de toutes les promesses (Partie 1)
- Canada : 29 janvier 2005 sur Global
- États-Unis : 4 juin 2006 sur ABC Family
- Québec : 13 février 2009 sur VRAK.TV[1]
- France : 
  - 17 mai 2011 sur M6
  - 1er juillet 2013 sur France Ô

### Épisode 2:L'été de toutes les promesses (Partie 2)
- Canada : 29 janvier 2005 sur Global
- États-Unis : 4 juin 2006 sur ABC Family
- Québec : 20 février 2009 sur VRAK.TV
- France : 
  - 18 mai 2011 sur M6
  - 2 juillet 2013 sur France Ô

### Épisode 3:Changement de cap
- Canada : 5 janvier 2006 sur Global
- États-Unis : 5 juin 2006 sur ABC Family
- Québec : 27 février 2009 sur VRAK.TV
- France : 
  - 19 mai 2011 sur M6
  - 3 juillet 2013 sur France Ô

### Épisode 4:Alchimie amoureuse
- Canada : 12 janvier 2006 sur Global
- États-Unis : 12 juin 2006 sur ABC Family
- Québec : 6 mars 2009 sur VRAK.TV
- France : 
  - 23 mai 2011 sur M6
  - 4 juillet 2013 sur France Ô

### Épisode 5:Portrait de famille
- Canada : 19 janvier 2006 sur Global
- États-Unis : 19 juin 2006 sur ABC Family
- Québec : 13 mars 2009 sur VRAK.TV
- France : 
  - 24 mai 2011 sur M6
  - 5 juillet 2013 sur France Ô

### Épisode 6:Retrouvailles
- Canada : 25 janvier 2006 sur Global
- États-Unis : 26 juin 2006 sur ABC Family
- Québec : 20 mars 2009 sur VRAK.TV
- France : 
  - 25 mai 2011 sur M6
  - 8 juillet 2013 sur France Ô

### Épisode 7:Le jour le plus long
- Canada : 1er février 2006 sur Global
- États-Unis : 3 juillet 2006 sur ABC Family
- Québec : 27 mars 2009 sur VRAK.TV
- France : 
  - 26 mai 2011 sur M6
  - 9 juillet 2013 sur France Ô

### Épisode 8:L'étoffe d'un champion
- Canada : 15 février 2006 sur Global
- États-Unis : 10 juillet 2006 sur ABC Family
- Québec : 3 avril 2009 sur VRAK.TV
- France : 
  - 30 mai 2011 sur M6
  - 10 juillet 2013 sur France Ô

### Épisode 9:Tragédie
- Canada : 22 février 2006 sur Global
- États-Unis : 17 juillet 2006 sur ABC Family
- Québec : 10 avril 2009 sur VRAK.TV
- France : 
  - 31 mai 2011 sur M6
  - 11 juillet 2013 sur France Ô

### Épisode 10:Le poids des regrets
- Canada : 1er mars 2006 sur Global
- États-Unis : 24 juillet 2006 sur ABC Family
- Québec : 17 avril 2009 sur VRAK.TV
- France : 
  - 1er juin 2011 sur M6
  - 12 juillet 2013 sur France Ô

### Épisode 11:En avant la musique!
- Canada : 8 mars 2006 sur Global
- États-Unis : 31 juillet 2006 sur ABC Family
- Québec : 24 avril 2009 sur VRAK.TV
- France : 
  - 2 juin 2011 sur M6
  - 15 juillet 2013 sur France Ô

### Épisode 12:Abus de confiance
- Canada : 15 mars 2006 sur Global
- États-Unis : 7 août 2006 sur ABC Family
- Québec : 1er mai 2009 sur VRAK.TV
- France : 
  - 3 juin 2011 sur M6
  - 16 juillet 2013 sur France Ô

### Épisode 13:Coup de filet
- Canada : 25 mars 2006 sur Global
- États-Unis : 14 juillet 2006 sur ABC Family
- Québec : 8 mai 2009 sur VRAK.TV
- France : 
  - 6 juin 2011 sur M6
  - 17 juillet 2013 sur France Ô

### Épisode 14:Une star est née
- Canada : 1er avril 2006 sur Global
- États-Unis : 21 juillet 2006 sur ABC Family
- Québec : 15 mai 2009 sur VRAK.TV
- France : 
  - 7 juin 2011 sur M6
  - 18 juillet 2013 sur France Ô

### Épisode 15:À chacun son destin
- Canada : 8 avril 2006 sur Global
- États-Unis : 28 juillet 2006 sur ABC Family
- Québec : 22 mai 2009 sur VRAK.TV[2]
- France : 
  - 8 juin 2011 sur M6
  - 19 juillet 2013 sur France Ô